# Daijiro Takakuwa
Daijiro Takakuwa (Tòquio, Japó, 10 d'agost de 1973) és un futbolista japonès retirat que va disputar un partit amb la selecció japonesa.